# مزغران
مزغران (به عربی: مزغران) یک شهرداری و عوارض جغرافیایی در الجزایر است که در ناحیه حاسی مماش واقع شده‌است.
 مزغران  ۱۵٬۱۲۰ نفر جمعیت دارد.